# 八木晋郎
八木 晋郎（やぎ しんろう、1943年 - ）は、日本の実業家、川崎信用金庫元理事長。

## 人物・経歴
1943年生まれ。1966年3月、立教大学法学部卒業。
2004年、川崎信用金庫理事長に就任し、地域経済の発展に役立つ融資基盤拡大に全力をあげた。
7年間、理事長としてトップを務めた後、2011年に相談役に退いた。